# Compagnie du vent
 (octobre 2015).
Si vous disposez d'ouvrages ou d'articles de référence ou si vous connaissez des sites web de qualité traitant du thème abordé ici, merci de compléter l'article en donnant les références utiles à sa vérifiabilité et en les liant à la section « Notes et références ».

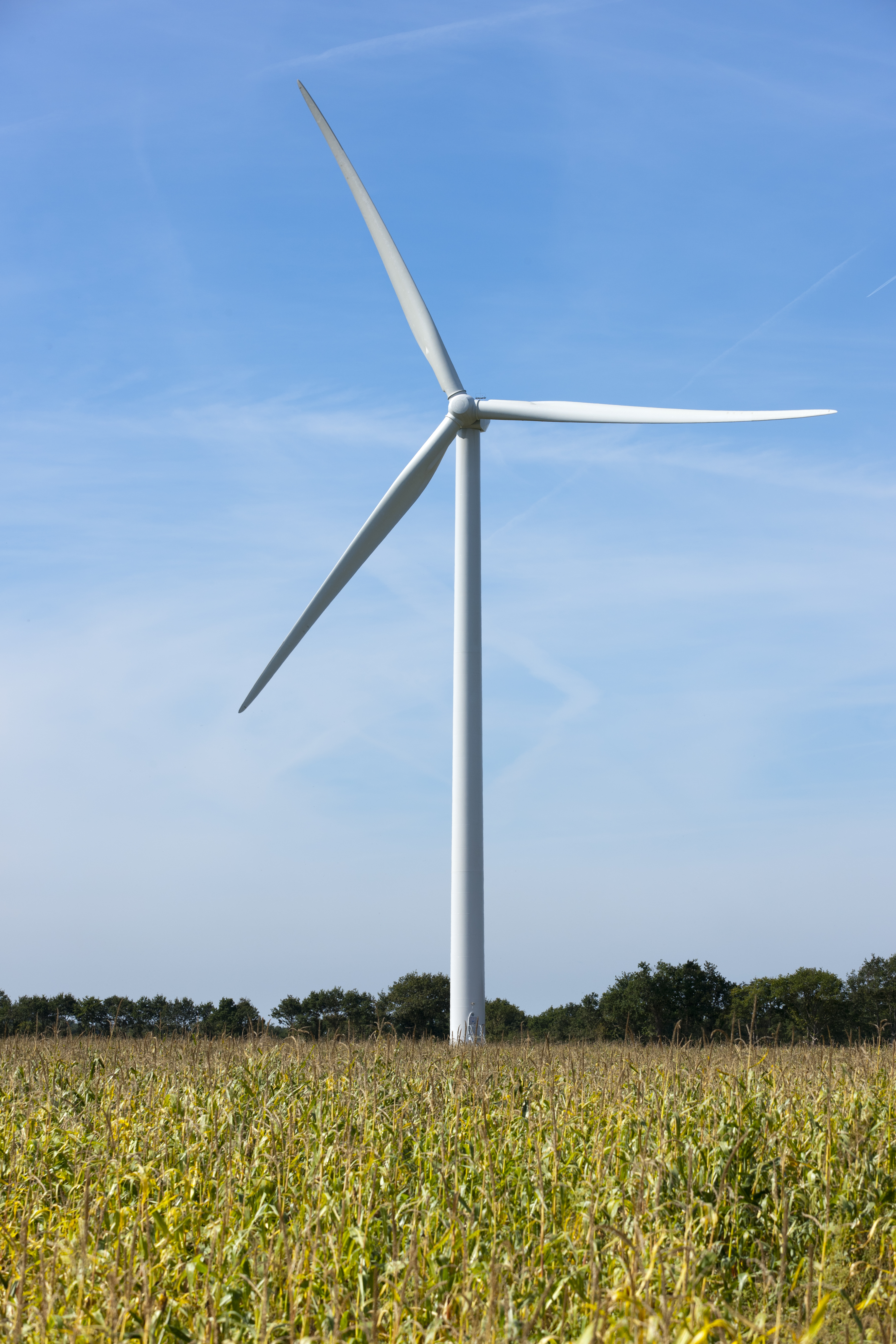
La Compagnie du vent.

La Compagnie du vent (LCV) était une entreprise spécialisée dans l'énergie éolienne en France et l'une des entreprises les plus importantes en France concernant les énergies renouvelables.
La Compagnie du vent recherche des sites, développe des projets, met en place les financements, construit les installations et prend en charge leur exploitation.
Elle a été en activité de 1989 à 2018

## Histoire
En 1989, la Compagnie du vent est créée par M. Jean-Michel Germa.
En 1991, elle installe sa première éolienne  à Port-la-Nouvelle, dans l'Aude. En 1993, la société construit son premier parc éolien français à Port-la-Nouvelle.
En 2000, la compagnie construit le premier parc éolien (84 éoliennes) du Maroc à Al Koudia Al Baïda dans la Province de Fahs-Anjra, avec 50,4 mégawatts, soit 2 % de l’électricité du royaume, exploité par la Compagnie éolienne du détroit (CED).
En 2005, cinq parcs éoliens sont mis en service en France, portant la puissance installée par l'entreprise à 43 mégawatts. La société construit également le premier parc éolien raccordé à une cimenterie, à Tétouan au Maroc (10,2 mégawatts), pour Lafarge Maroc, en tant que mécanisme de développement propre du protocole de Kyoto (le premier enregistré pour la France et le Maroc après le sommet mondial de la Terre de Johannesbourg). De plus cinq projets (122 mégawatts au total) sont retenus par un appel d'offres national en France (éolien terrestre) lancé par le ministère de l’Industrie.
En 2007, Engie entre au capital de la compagnie.
En 2009, une première centrale solaire photovoltaïque est construite sur un bâtiment agricole, en Lozère (82,8 kilowatts-crête). En 2010, un total de dix nouveaux parcs éoliens sont exploités par la Compagnie du vent, portant sa puissance installée en France à 189 mégawatts. Le taux de croissance a été selon elle de 58 % en quatre ans (de 2011 à 2014).
En 2011, à la suite d'une mésentente entre Engie et M. Germa ce dernier est révoqué de son poste de PDG.
En 2015, elle est à l’origine, en France et au Maroc, d’environ quarante installations (éolien et solaire photovoltaïque) en service ou en cours de construction. En 2016, la Compagnie du Vent exploite plus de 510 MW.
En 2016, son chiffre d’affaires est de 64,7 millions d’euros, pour un bénéfice net de 33,3 millions permis par 511 MW de capacités électriques (423 MW éoliens et 88 MW solaires, puissances devant intégrer les facteurs de charge pour traduire la production réelle).
En avril 2017, Engie porte sa participation de 59 % à 100 % dans la Compagnie du Vent qui devient donc filiale à 100% d’Engie. Avant 2017, elle était une filiale d'Engie (anciennement GDF Suez) qui en détenait 59 % des parts, Jean-Michel Germa détenant le reste (41 %) .
En décembre 2017, la Compagnie du Vent fusionne avec Engie Green, filiale d'Engie spécialisée dans les énergies renouvelables.

## La Compagnie du vent en France et dans le monde
Les parcs éoliens (en 2010) sont situés dans les régions ou pays suivants :
- Bourgogne ;
- Bretagne ;
- Corse ;
- Champagne-Ardenne ;
- Haute-Normandie ;
- Languedoc-Roussillon ;
- Limousin ;
- Midi-Pyrénées ;
- Nord-Pas-de-Calais ;
- Pays de la Loire ;
- Picardie ;
- Provence-Alpes-Côte d'Azur ;
- Rhône-Alpes ;
- Maroc.

## Activités
Les activités de l'entreprise sont les suivantes :
- en amont, études du potentiel éolien (mesures in situ, avec une centaine d'études faites en France et outremer de 1991 à 2010), réalisation d'atlas éoliens (Languedoc-Roussillon, Midi-Pyrénées, Corse, Haute-Normandie, Picardie, Aquitaine, littoral guyanais ou Martinique, etc.) ;
- développement de projets éoliens, de la conception à l'exploitation et à la télégestion, notamment, pour chaque projet, l'étude d'impact, l'enquête publique et les demandes de permis de construire ;
- la compagnie aurait produit 750 millions de kilowattheures (en 2015), soit la consommation électrique de près de 310 000 personnes, avec une puissance installée de 511 mégawatts, dont 423 mégawatts éoliens et 88 mégawatts-crête solaires[8] ;
- concernant l’énergie solaire, depuis les années 1990, la compagnie produit de l'électricité photovoltaïque, sous la marque « La Compagnie du soleil », notamment sur des immeubles de bureaux ou des hangars agricoles.